# Rita Flynn
Rita Flynn (Tucson, 16 agosto 1905 – Los Angeles, 31 dicembre 1973) è stata un'attrice statunitense.

## Biografia
Rita Flynn, già Miss San Francisco nel 1925, fu un'attrice che recitò nei sei episodi della serie delle "Hollywood Girls", dirette dal 1931 al 1932 dal noto attore del cinema muto Roscoe Arbuckle, detto Fatty, che adottò da regista lo pseudonimo "William Goodrich", dopo il clamoroso scandalo che gli stroncò nel 1920 la carriera di attore.
Quella serie di cortometraggi comici narravano le vicende di tre ragazze aspiranti attrici. La carriera di Rita Flynn, iniziata nel 1928 con piccole parti in film di modesta qualità, a eccezione del film di William A. Wellman Nemico pubblico (1931) con James Cagney, finì nel 1932 con l'esaurirsi della serie delle "Hollywood Girls".

## Filmografia

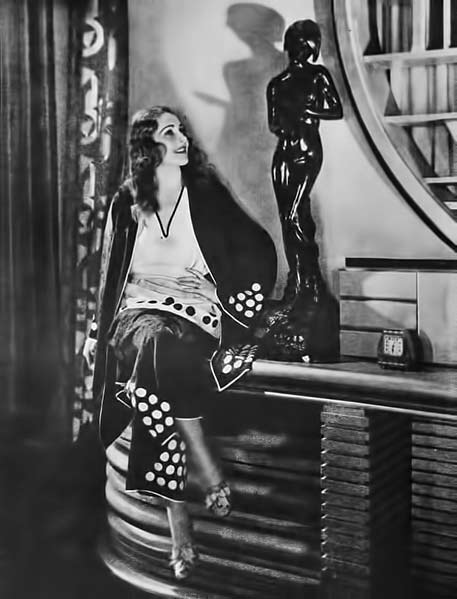
Rita Flynn

### Cinema
- My Man, regia di Archie Mayo (1928)
- Broadway, regia di Pál Fejös (1929) - non accreditata
- Nell'ora suprema (Fast Life), regia di John Francis Dillon (1929) - non accreditata
- La reginetta delle canzoni (The Girl from Woolworth's), regia di William Beaudine (1929)
- Be Yourself!, regia di Thornton Freeland (1930)
- Lord Byron of Broadway, regia di Harry Beaumont e William Nigh (1930)
- Sweet Mama, regia di Edward F. Cline (1930)
- Top Speed, regia di Mervyn LeRoy (1930)
- Three Hollywood Girls, regia di Roscoe Arbuckle - cortometraggio (1931)
- Crashing Hollywood, regia di Roscoe Arbuckle - cortometraggio (1931)
- Nemico pubblico (The Public Enemy), regia di William A. Wellman (1931)
- The Lure of Hollywood, regia di Roscoe Arbuckle - cortometraggio (1931)
- Carmencita (The Cisco Kid), regia di Irving Cummings (1931)
- Queenie of Hollywood, regia di Roscoe Arbuckle - cortometraggio (1931)
- Hollywood Luck, regia di Roscoe Arbuckle - cortometraggio (1932)
- Hollywood Lights, regia di Roscoe Arbuckle - cortometraggio (1932)